# 553
553 (DLIII) fue un año común comenzado en miércoles del calendario juliano, en vigor en aquella fecha.

## Acontecimientos
- Octubre: Batalla del Monte Lactario. El general Narsés derrota al último ejército ostrogodo comandado por el rey Teya y acaba con su reino.

## Fallecimientos
- Teya, último rey ostrogodo en Italia.